# Gesetzgebende Versammlung der Norfolkinsel
Die Gesetzgebende Versammlung der Norfolkinsel (englisch Norfolk Legislative Assembly) war auf Grundlage des  Norfolk Island Act 1979 von 1979 bis zum 18. Juni 2015 die Legislative der Norfolkinsel, einem australischen Außengebiet.

## Geschichte
Es wurde im Jahr 1979 durch den Norfolk Island Act 1979 des australischen Parlaments, das der Norfolkinsel weitestgehende Autonomie gewährte, gegründet.
Im März 2015, hat das Australische Parlament vorgeschlagen die Legislativversammlung in ein Regionalparlament umzuwandeln. Dies ist Teil des Plans die Norfolkinsel stärker in Australien zu integrieren.
Durch den Norfolk Island Legislation Amendment Bill 2015, der vom australischen Bundesparlament am 14. Mai 2015 erlassen wurde und den Royal Assent am 26. Mai 2015 erhielt, wurde die Selbstverwaltung der Norfolkinsel zum 30. Juni 2016 aufgehoben und die Insel ab dem folgenden 1. Juli der Gesetzgebung des Staates New South Wales unterstellt. Seitdem obliegt die Verwaltung der Insel dem Norfolk Island Regional Council. Die Angliederung an Australien ist in der Bevölkerung umstritten.

## Mitglieder
Das Parlament hat 9 Mitglieder, die für 3 Jahre vom Volk gewählt werden. Alle Wähler haben 9 Stimmen, die sie beliebig verteilen dürfen. Jedem Kandidat dürfen jedoch nur maximal 2 Stimmen gegeben werden.
Alle Kandidaten sind unabhängig, da es auf der Norfolkinsel keine politischen Parteien gibt. Trotzdem gibt es eine Organisation der Australian Labor Party (deutsch: Australische Arbeiterpartei).
Die Wahlen am 13. März 2013 ergaben folgende Zusammensetzung:
- Lisle Snell – Chefminister des Kabinetts
- Robin Eleanor Adams – Minister für Kultur, Gesundheit und Kommunikation
- Ronald John Ward – Umweltminister
- Timothy John Sheridan – Finanzminister
- Melissa Ward
- David Buffett AM – Sprecher
- David Raymond Porter
- Ronald Coane Nobbs – stellvertretender Sprecher
- Hadyn Paul Evans

## Ausschüsse
| Name                                   | Funktion                                               | Mitglieder | Amtszeit | englische Bezeichnung                         |
| -------------------------------------- | ------------------------------------------------------ | ---------- | -------- | --------------------------------------------- |
| Schlichtungsstelle                     | Schlichtung zwischen der Regierung und der Bevölkerung | 3          | 3 Jahre  | Employment Conciliation Board                 |
| Petitionsausschuss                     | Bearbeiten von Volksbegehren                           | 3          |          | Claims Committee                              |
| Einwanderungsausschuss                 | Entscheidung über Visumanträge                         | 3–5        | 2 Jahre  | Immigration Committee                         |
| Beratungsausschuss                     | Berät die Regierung                                    | 3          | 2 Jahre  | Legal Aid Advisory Committee                  |
| Brennlizenzausschuss                   | Vergabe von Brenngenehmigungen                         | 3          | 3 Jahre  | Liquor Licensing Board                        |
| Museumsausschuss                       | Verwaltung des Norfolk Island Museum                   | 7          | 2 Jahre  | Museum Trust                                  |
| Naturerbe Komitee                      | Schutz des Naturerbes                                  | 4          | 4 Jahre  | Norfolk Island Cultural Heritage Committee    |
| Sportbehörde                           | Überwachung des Sportbetriebs                          | 3          | 3 Jahre  | Norfolk Island Gaming Authority               |
| Tourismusbüro                          | Koordinierung und Förderung des Fremdenverkehrs        | 7          | 1 Jahr   | Norfolk Island Government Tourist Bureau      |
| Verwaltungsausschuss des Krankenhauses | Verwaltung des Inselkrankenhauses                      | 3          | 3 Jahre  | Norfolk Island Hospital Advisory Board        |
| Entwicklungsausschuss                  | Koordinierung der Inselentwicklung                     | 5          | 3 Jahre  | Norfolk Island Planning and Environment Board |
| Sozialausschuss                        | Vergabe von Sozialleistungen                           | 3–5        | 3 Jahre  | Norfolk Island Social Services Board          |
| Öffentlichkeitsausschuss               | Koordinierung der Öffentlichkeitsarbeit                | 3          | 2 Jahre  | Public Service Board                          |
| Komitee zur Straßensicherheit          | Unfallprävention                                       | 3–6        | 2 Jahre  | Road Safety Committee                         |
| Offizielle Quelle:                     |                                                        |            |          |                                               |